# Haikou
Haikou is een stad in het noorden van het zuidelijke Chinese eiland Hainan en is tevens de hoofdstad van de gelijknamige provincie.
Het is met 2.349.239 inwoners (2020) verreweg de grootste stad van het eiland. Het eiland wordt gescheiden van het vasteland van China en de provincie Guangdong door de straat Qiongzhou Haixia.

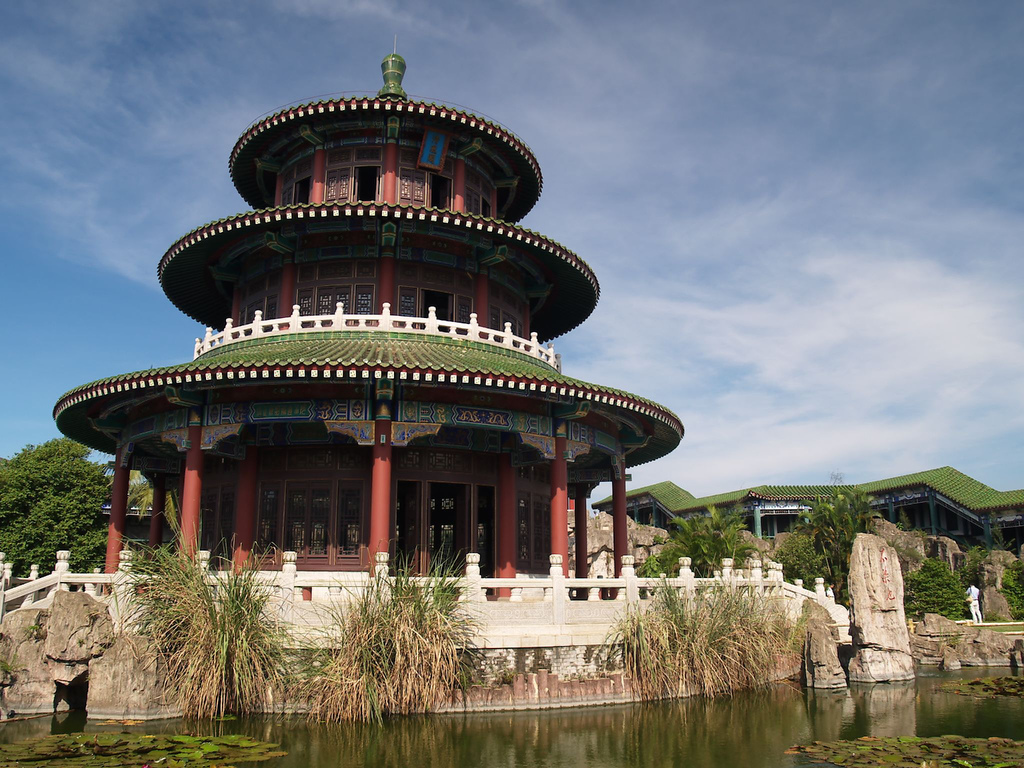
Het graf van Hai Rui in Haikou